# Mbarara
Mbarara è una città dell'Uganda, capoluogo dell'omonimo distretto nella Regione Occidentale. 
Mbarara, che si trova a poca distanza da Ishaka, è un polo scolastico di eccellenza per l'Uganda, con un risalto particolare per la Mbarara University of Science & Technology.